# Cyriel Dessers
Cyriel Kolawole Dessers (sinh ngày 8 tháng 12 năm 1994) là một cầu thủ bóng đá chuyên nghiệp hiện tại đang thi đấu ở vị trí tiền đạo cho câu lạc bộ Rangers tại Scottish Premiership. Sinh ra tại Bỉ, anh chơi cho đội tuyển Nigeria.

## Sự nghiệp thi đấu

### OH Leuven
Trong mùa giải 2013–14, Dessers khi đó 19 tuổi nổi bật trong các giải dự bị và trẻ cho OH Leuven, ghi hơn 20 bàn thắng. Với việc OHL có nguy cơ xuống hạng và một số tiền đạo của đội một mất phong độ, chấn thương hoặc bị treo giò, anh ã có những phút thi đấu đầu tiên ở đội một trong trận thua 3–2 trước Mons.

### Lokeren và NAC Breda
Vào tháng 4 năm 2014, Dessers đã ký hợp đồng kéo dài 2 năm với Lokeren.
Tháng 7 năm 2016, anh ký hợp đồng với NAC Breda có thời hạn đến mùa hè năm 2019 tại Eerste divisie. Vào ngày 28 tháng 5 năm 2017, họ được thăng hạng lên Eredivisie, sau chiến thắng 4-1 trước NEC, trong đó Dessers lập một cú hat-trick. Anh kết thúc mùa giải với 29 bàn sau 40 lần ra sân.

### FC Utrecht
Tháng 7 năm 2017, Dessers chuyển tới FC Utrecht, khi đồng ý một hợp đồng trong ba năm với một tùy chọn gia hạn một năm. Ngày 11 tháng 8 năm 2017, anh ghi bàn thắng đầu tiên tại giải đấu cho đội bóng.
Sau khi mùa giải Eredivisie 2019–20 bị hủy, Dessers cùng Steven Berghuis giành danh hiệu vua phá lưới, với mỗi người 15 bàn thắng.

### Genk và cho mượn tại Feyenoord
Vào ngày 30 tháng 6 năm 2020, Dessers chuyển tới Genk theo một thỏa thuận kéo dài 4 năm.
Ngày 31 tháng 8 năm 2021, Dessers quay trở về Hà Lan để gia nhập Feyenoord theo dạng cho mượn với một quyền chọn mua. Anh ghi bàn thắng đầu tiên cho câu lạc bộ vào ngày 19 tháng 9, ghi bàn thắng thứ tư cho Feyenoord trong chiến thắng 4–0 trước PSV. Vào ngày 1 tháng 6 năm 2022, Feyenoord thông báo rằng họ đã chọn không thực hiện tùy chọn mua hợp đồng của Dessers.

### Cremonese
Vào ngày 10 tháng 8 năm 2022, Dessers ký hợp đồng với câu lạc bộ Cremonese tại Serie A.

### Rangers
Vào ngày 6 tháng 7 năm 2023, Dessers gia nhập câu lạc bộ Rangers tại Scottish Premiership với một mức phí chuyển nhượng khoảng 4,5 triệu bảng Anh.

## Sự nghiệp quốc tế
Sinh ra ở Bỉ, với cha là người Bỉ và mẹ là người Nigeria, Dessers đã chọn đại diện cho Nigeria ở cấp độ quốc tế vào tháng 12 năm 2019.
Vào ngày 4 tháng 3 năm 2020, anh được huấn luyện viên trưởng Gernot Rohr gọi vào thành phần cầu thủ của đội tham dự các trận đấu vòng loại Cúp bóng đá châu Phi gặp Sierra Leone. Dessers ra mắt trong trận hòa 1-1 trước Tunisia vào ngày 13 tháng 10 năm 2020.

## Thống kê sự nghiệp

### Câu lạc bộ
Tính đến 30 tháng 4 năm 2023
| Câu lạc bộ          | Mùa giải            | Giải đấu                         | Giải đấu | Giải đấu | Cúp quốc gia | Cúp quốc gia | Châu lục | Châu lục | Khác | Khác | Tổng cộng | Tổng cộng |
| Câu lạc bộ          | Mùa giải            | Hạng                             | Trận     | Bàn      | Trận         | Bàn          | Trận     | Bàn      | Trận | Bàn  | Trận      | Bàn       |
| ------------------- | ------------------- | -------------------------------- | -------- | -------- | ------------ | ------------ | -------- | -------- | ---- | ---- | --------- | --------- |
| OH Leuven           | 2013–14             | Giải bóng đá vô địch quốc gia Bỉ | 1        | 0        | 0            | 0            | —        | —        | 1    | 0    | 2         | 0         |
| Lokeren             | 2014–15             | Giải bóng đá vô địch quốc gia Bỉ | 21       | 4        | 3            | 3            | 3        | 0        | 2    | 0    | 29        | 7         |
| Lokeren             | 2015–16             | Giải bóng đá vô địch quốc gia Bỉ | 11       | 0        | 0            | 0            | —        | —        | —    | —    | 11        | 0         |
| Lokeren             | Tổng cộng           | Tổng cộng                        | 32       | 4        | 3            | 3            | 3        | 0        | 2    | 0    | 40        | 7         |
| NAC Breda           | 2016–17             | Eerste Divisie                   | 36       | 22       | 0            | 0            | —        | —        | 4    | 7    | 40        | 29        |
| Utrecht             | 2017–18             | Eredivisie                       | 29       | 9        | 2            | 2            | 5        | 1        | 3    | 0    | 39        | 12        |
| Utrecht             | 2018–19             | Eredivisie                       | 11       | 3        | 2            | 2            | —        | —        | 4    | 2    | 17        | 7         |
| Utrecht             | Tổng cộng           | Tổng cộng                        | 40       | 12       | 4            | 4            | 5        | 1        | 7    | 2    | 56        | 19        |
| Heracles Almelo     | 2019–20             | Eredivisie                       | 26       | 15       | 3            | 3            | —        | —        | —    | —    | 29        | 18        |
| Genk                | 2020–21             | Giải bóng đá vô địch quốc gia Bỉ | 32       | 7        | 2            | 0            | —        | —        | —    | —    | 34        | 7         |
| Genk                | 2021–22             | Giải bóng đá vô địch quốc gia Bỉ | 3        | 0        | 0            | 0            | 2        | 1        | 1    | 0    | 6         | 1         |
| Genk                | 2022–23             | Giải bóng đá vô địch quốc gia Bỉ | 3        | 3        | 0            | 0            | —        | —        | —    | —    | 3         | 3         |
| Genk                | Tổng cộng           | Tổng cộng                        | 38       | 10       | 2            | 0            | 2        | 1        | 1    | 0    | 43        | 11        |
| Feyenoord (mượn)    | 2021–22             | Eredivisie                       | 27       | 9        | 1            | 1            | 13       | 10       | —    | —    | 41        | 20        |
| Cremonese           | 2022–23             | Serie A                          | 26       | 6        | 3            | 1            | —        | —        | —    | —    | 29        | 7         |
| Tổng cộng sự nghiệp | Tổng cộng sự nghiệp | Tổng cộng sự nghiệp              | 222      | 78       | 16           | 12           | 24       | 12       | 15   | 9    | 277       | 111       |

1. ↑  Bao gồm Belgian Cup, KNVB Cup và Coppa Italia
2. ↑  Ra sân tại play-off xuống hạng Giải bóng đá vô địch quốc gia Bỉ
3. 1 2  Ra sân tại UEFA Europa League
4. ↑  Ra sân tại play-off tranh vé Europa League tại Giải bóng đá vô địch quốc gia Bỉ
5. ↑  Ra sân tại play-off thăng hạng Eredivisie
6. 1 2  Ra sân tại play-off dự cúp châu Âu của Eredivisie
7. ↑  Ra sân tại UEFA Champions League
8. ↑  Ra sân tại Siêu cúp bóng đá Bỉ
9. ↑  Ra sân tại UEFA Europa Conference League

## Bàn thắng quốc tế
Tính đến 28 tháng 5 năm 2022
Tỷ số và kết quả liệt kê bàn thắng đầu tiên của Nigeria, cột điểm cho biết điểm số sau mỗi bàn thắng của Dessers.
| STT | Thời gian           | Địa điểm                             | TĐQT | Đối thủ | Ghi bàn | Kết quả | Giải đấu |
| --- | ------------------- | ------------------------------------ | ---- | ------- | ------- | ------- | -------- |
| 1   | 28 tháng 5 năm 2022 | Sân vận động AT&T, Arlington, Hoa Kỳ | 2    | México  | 1–1     | 1–2     | Giao hữu |

## Danh hiệu
Genk
- Cúp bóng đá Bỉ: 2020–21[20]

Feyenoord
- Á quân UEFA Europa Conference League: 2021–22[21]

Cá nhân
- Vua phá lưới Eredivisie: 2019–20[22]
- Cầu thủ Eredivisie xuất sắc nhất tháng: Tháng 11 năm 2019[23]
- Vua phá lưới UEFA Europa Conference League: 2021–22[24]
- Đội Đội hình tiêu biểu của mùa giải UEFA Europa Conference League: 2021–22[25]